# Eugène Wolters

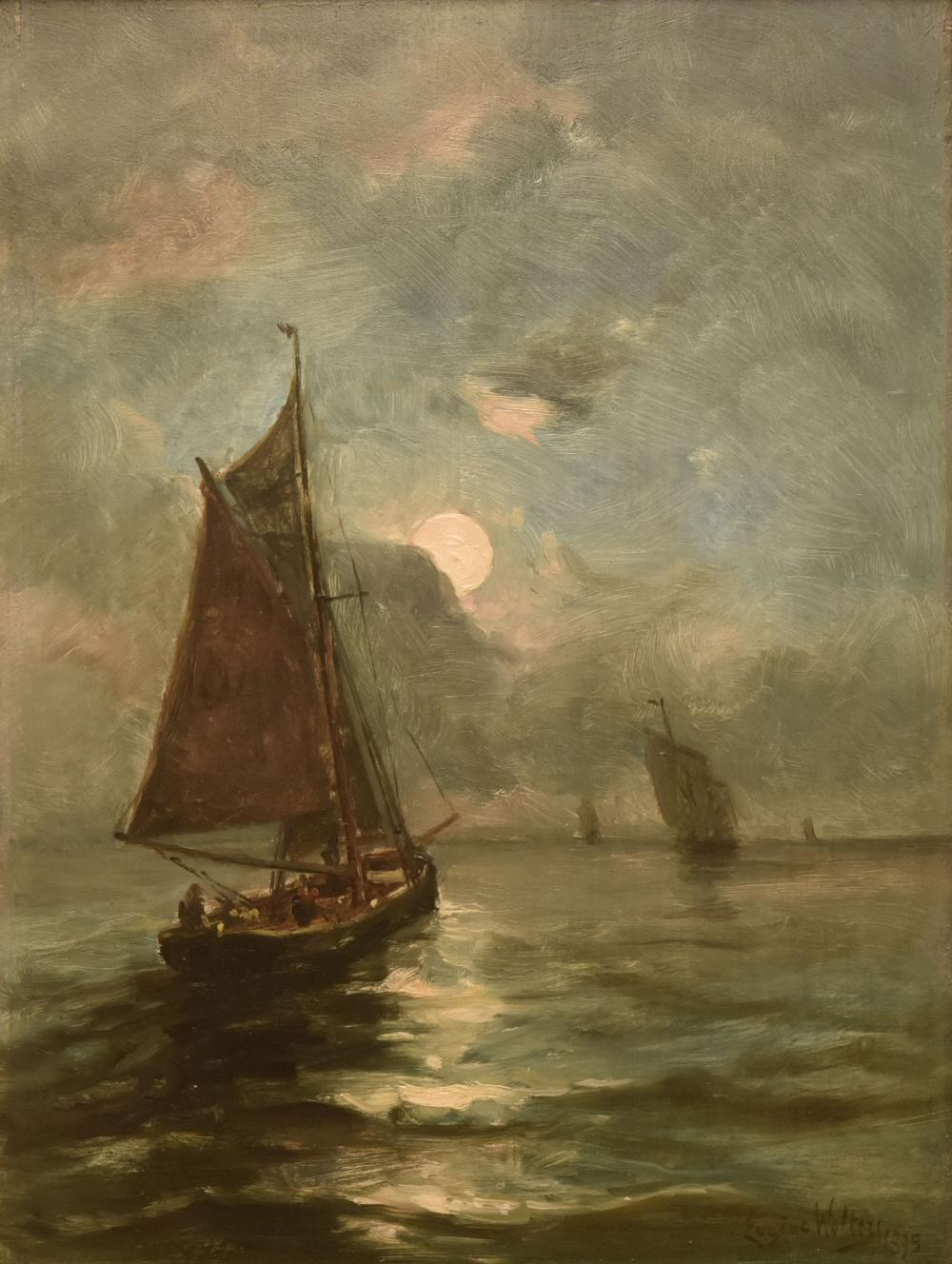
Segelboote im Mondlicht

Jacques Eugène Hubert Wolters (* 23. Oktober 1844 in Venlo; † 25. Juni 1905 in Antwerpen) war ein niederländisch-belgischer Maler.
Erhielt seinen ersten Malunterricht im Alter von 10 Jahren. Er nahm Unterricht an der Handelsschule in Venlo.
1864 nach Antwerpen abgereist, Schüler von Polydore Beaufaux, Joseph van Lerius und Jakob Albert Jacobs. 1869 unternahm er eine einjährige Studienreise nach Deutschland (Schloss Moyland bei Kleve).
Anschließend studierte er drei Jahre lang beim Antwerpener Landschaftsmaler François Lamorinière.
Danach ließ sich von Henri Jacques Bource beraten und wandte sich nach dem ersten Malen von Landschaften der Darstellung von Seestücken zu. 1894 wurde er als Belgier eingebürgert.
Er nahm an den Ausstellungen in Den Haag 1878, Rotterdam 1879 und 1882 und Maastricht 1890 teil. 